# Eubroncus
Eubroncus är ett släkte av steklar. Eubroncus ingår i familjen dvärgsteklar.
Kladogram enligt Catalogue of Life:
| Eubroncus | \| \| Eubroncus orientalis \| \| \| \| \| \| Eubroncus prodigiosus \| \| \| \| |
|           | \| \| Eubroncus orientalis \| \| \| \| \| \| Eubroncus prodigiosus \| \| \| \| |
|           | Eubroncus orientalis                                                           |
|           |                                                                                |
|           | Eubroncus prodigiosus                                                          |
|           |                                                                                |